# Lurago Marinone
Lurago Marinone ist eine norditalienische Gemeinde (comune) in der Provinz Como in der Lombardei. 

## Lage und Einwohner
Die Gemeinde liegt etwa 14 Kilometer südwestlich von Como am Rand des Parco della Pineta di Appiano Gentile e Tradate nahe der Lura. Lurago Marinone hat 2769 Einwohner (Stand 31. Dezember 2023).
Die Nachbargemeinden sind Appiano Gentile, Carbonate, Fenegrò, Limido Comasco, Mozzate und Veniano.

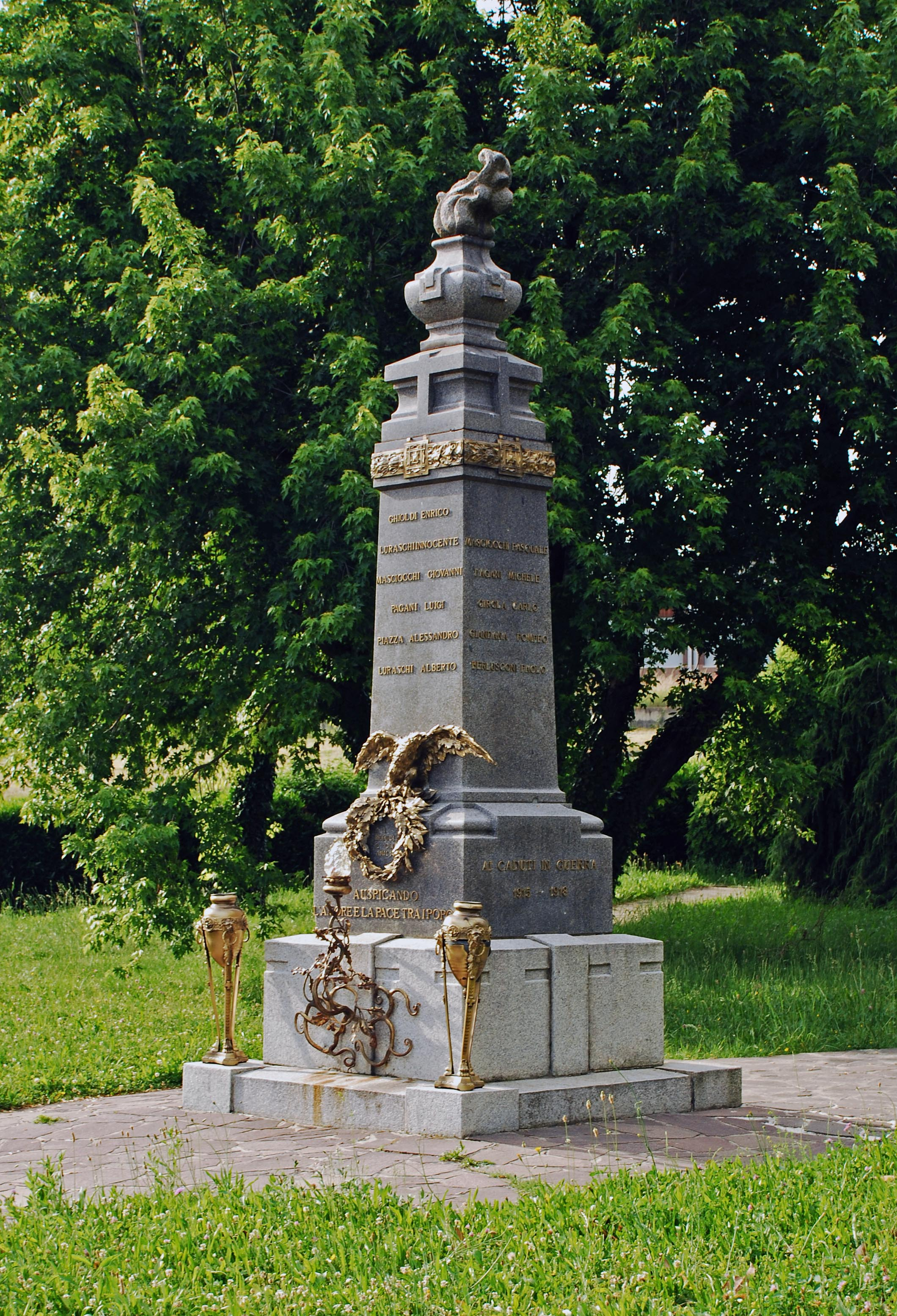
Denkmal der Gefallenen des Ersten Weltkriegs

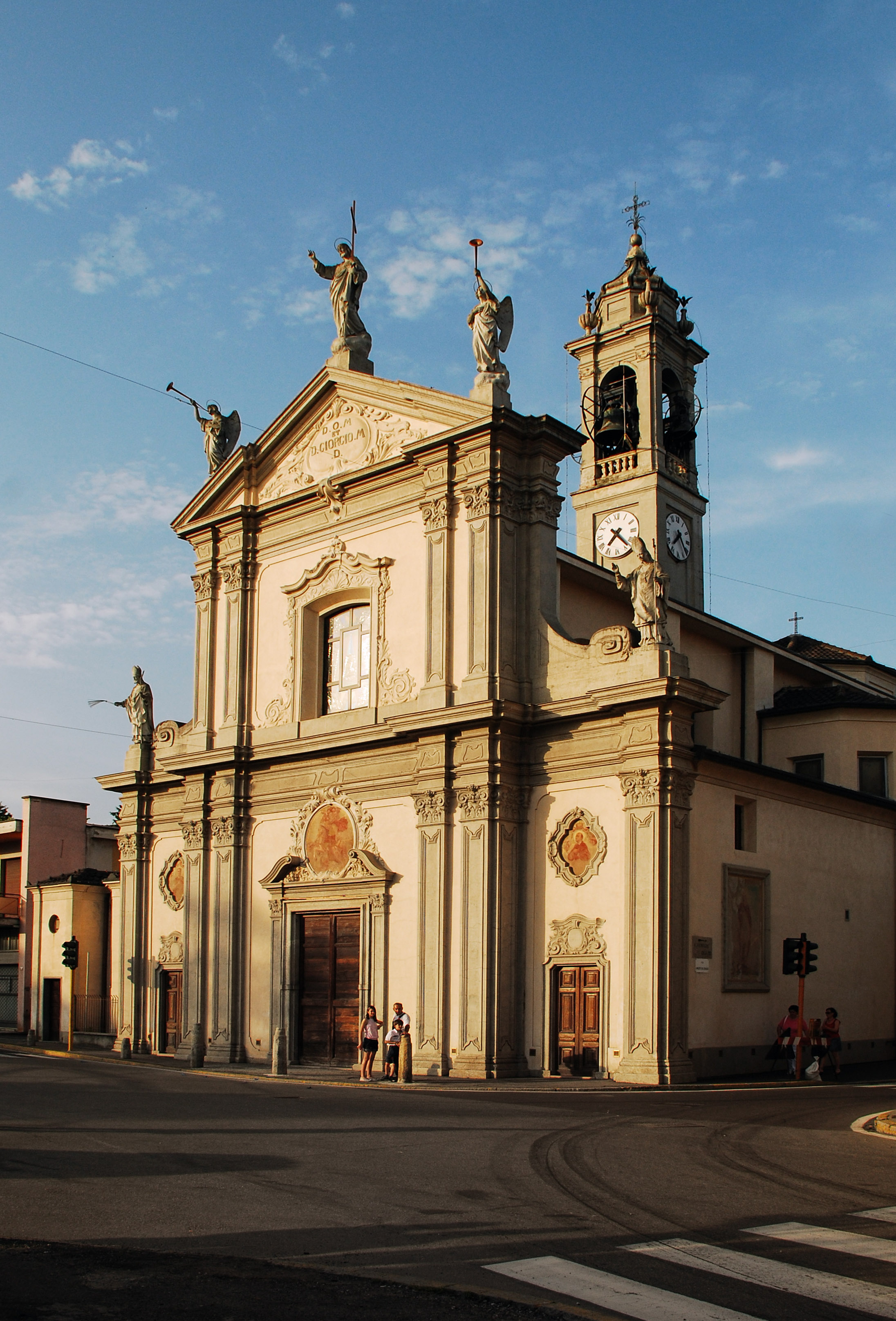
Kirche San Giorgio Martire

## Geschichte
Eine Inschrift an der Georgskirche bezieht sich auf das Jahr 1216, während einige Dokumente den Ort bereits vor dem 12. Jahrhundert erwähnen. Das Fundament der Georgskirche kann auf das 7. Jahrhundert datiert werden. 
Die Burg der Ortschaft wurde durch die Mailänder Truppen 1284 geschleift. 1574 veranlasste Karl Borromäus den Bau einer neuen Kirche.

## Sehenswürdigkeiten
- Pfarrkirche San Giorgio (17. Jahrhundert)[2]
- Kirche San Giorgio (16. Jahrhundert)[3]
- Oratorium Beata Vergine (18. Jahrhundert)
- Villa Litta Biumi Resta (17. Jahrhundert)[4]
- Villa Adele (Gemeindehaus)
- Denkmal für Gefallene des Ersten Weltkriegs
- Naturpark Pineta di Appiano Gentile e Tradate